# Человек, который видел будущее
«Человек, который видел будущее» (другое название «Человек, который видел завтра») (англ. The Man Who Saw Tomorrow) — научно-популярный фильм Роберта Гвеннета, рассказывающий о французском враче Нострадамусе, его тайнах и пророчествах. Рассказывает о Нострадамусе Орсон Уэллс.
Дата выхода фильма в США — январь 1981 года.

## Сюжет
Этот Фильм освещает многие из предсказаний Нострадамуса в том виде, как они были интерпретированы учёными, переводившими его работы. В фильме рассматриваются некоторые возможности доказательств предсказательной способности Нострадамуса, хотя, как и ранее, полностью не удаётся подтвердить его способность в предвидении будущего. Последняя часть фильма описывает довольно смутные предсказания Нострадамуса, относящиеся к современной цивилизации (XVIII—XX века).
В фильме использованы различные документальные кадры, хроника произошедших событий, интервью многих экспертов. Создатели фильма хотят выяснить, действительно ли французский астролог и врач XVI века Нострадамус предсказал такие события, как свержение короля Людовика XVI, возвышение Наполеона, убийство президента США Джона Кеннеди.